# 伊爾湖
47°54′44″N 13°18′25″E / 47.91222°N 13.30694°E

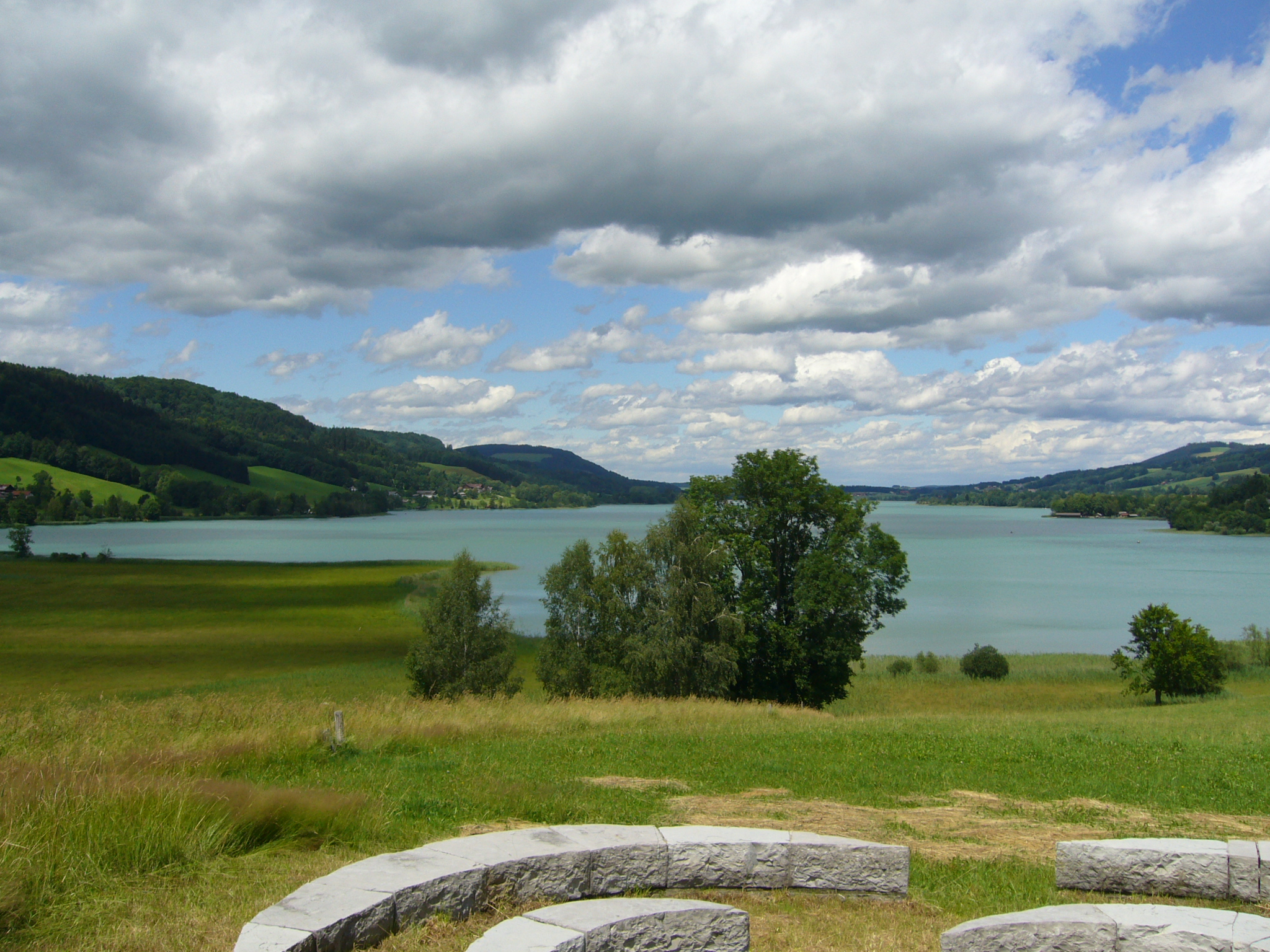

伊爾湖是奧地利的湖泊，位於薩爾茨卡默古特，長4.4公里、寬1公里，面積3.5平方公里，集水區面積27平方公里，海拔高度553米，平均水深15米，最大水深32米，蓄水量5,300萬立方米。